# RecordPlus
RecordPlus (anteriormente, PlayPlus) é um serviço de streaming de vídeos sob demanda criada e desenvolvida pelo Grupo Record, que teve o seu lançamento feito em 14 de agosto de 2018. E desde o dia 14 de agosto de 2025, a plataforma de streaming deixou de utilizar o nome PlayPlus, passando a adotar o nome atual.

## História

### R7 Play (2015–2017)
Em 2015, o Grupo Record criou o R7 Play, aonde passou a disponibilizar seu conteúdo. O mesmo utilizava do YouTube para hospedagem. No final de 2017, foi anunciado o fim do R7 Play, visto que o serviço de canais pagos do YouTube seria descontinuado, ao mesmo tempo que o Grupo Record anunciou o desenvolvimento de um novo serviço de streaming, que competiria com o Globoplay.

### PlayPlus (2018–2025)

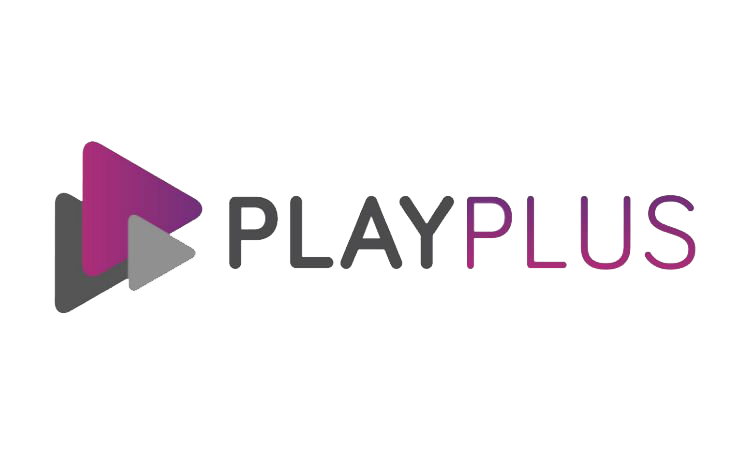
Logotipo do PlayPlus, usado de 14 de agosto de 2018 a 13 de agosto de 2025

No evento de lançamento promovido em 13 de agosto de 2018, a plataforma foi anunciada como um "agregador de conteúdo com uma programação diversificada". Antonio Guerreiro, superintendente de estratégia multiplataforma do Grupo Record, disse que "pela primeira vez, as pessoas poderão acessar conteúdos produzidos por diversos grupos de comunicação em uma única plataforma". Programas exclusivos foram produzidos para promover o novo serviço, como os comandados por artistas da Record. O PlayPlus foi lançado oficialmente à 0h do dia 14 de agosto.
Inicialmente, o PlayPlus disponibilizava gratuitamente os sinais ao vivo das filiais da Record, mas exibindo conteúdo exclusivo no lugar dos anunciantes locais por motivos comerciais, além da Record News e a Rede Aleluia. Já o sinal dos canais Disney e de outras rádios locais eram disponibilizados mediante o pagamento de uma assinatura mensal, assim como todo o conteúdo da Record e de séries especiais. A plataforma também disponibilizava sinais ao vivo dos realitys shows como A Fazenda, Power Couple Brasil e A Grande Conquista, com 24 horas ao vivo direto da sede e com acesso as provas exclusivas dos programas, também mediante a exigência de uma assinatura mensal.
Porém, em maio de 2021, o PlayPlus deixou de comercializar os sinais ao vivo dos canais Disney e de outras emissoras, passando a comercializar apenas os sinais das emissoras do Grupo Record (exceto a RFTV), as filiais da Record e algumas rádios parceiras, assim como os sinais ao vivo dos realitys shows, com apenas o último sendo comercializado.

### RecordPlus (2025–presente)
No dia 29 de abril de 2025, durante um evento publicitário, a Record informou que o PlayPlus seria relançado e substituído pela RecordPlus, mantendo a mesma ideia do antecessor. A mudança ocorre devido as constantes reclamações do público e o baixo número de assinantes. Além disso, o conteúdo bíblico da Record estava sendo disponibilizado desde então no Univer Vídeo, plataforma da Igreja Universal do Reino de Deus. A transição aconteceu no dia 14 de agosto, justamente no aniversário de 7 anos da plataforma.

## Programação
O RecordPlus disponibiliza todo conteúdo recente da Record, dentre novelas, séries, minisséries, programas de auditório, variedades, jornalísticos, séries de reportagens, produções históricas da emissora e parte do conteúdo da Record News.
Além do conteúdo sob demanda, o RecordPlus exibe a programação ao vivo da Record, Record News, e das rádios 98 FM, Sociedade, 89 FM A Rádio Rock, Dumont FM, Alpha FM, Transamérica, Guaíba, Transcontinental, JB FM, Rádio Cidade e Energia 97. Em seu catálogo, também está disponível podcasts e programas exclusivos.
O serviço está disponível em quatro pacotes. No gratuito, é possível acompanhar a programação ao vivo da Record (emissoras de São Paulo, Rio de Janeiro, Belo Horizonte, Brasília, Porto Alegre, Salvador, Goiânia, Belém e Manaus), da Record News, das rádios e o podcast.
Em apenas três dias após do seu lançamento, o aplicativo já havia batido o número de mais de 50 mil downloads.
É possível acessar o serviço pelo site e pelo aplicativo disponível para iOS e Android.

## Coberturas Esportivas
O serviço já transmitiu a International Champions Cup e os Jogos Pan-Americanos de 2019, direto de Lima, no Peru, onde disponibilizou oito canais exclusivos para as transmissões dos eventos esportivos.

## Controvérsia
Acusação de censura
Na cobertura de A Fazenda 12, a Record não exibiu o selinho entre as peoas MC Mirella e Stéfani Bays, que foi dado em clima descontraído durante a "Festa Arco-Íris", iniciada na noite de 18 de setembro. Ainda durante a festa, Lucas Cartolouco e Biel também trocaram um beijo rápido, momento vetado na edição do reality show. O veto ao beijo fez com que os espectadores de A Fazenda subissem a tag "#RecordHomofóbica", que se tornou o principal assunto do Brasil no Twitter durante a madrugada.
Após a "Festa Shippados", em 26 de setembro de 2020, os fãs do reality show voltaram a acusar a emissora de censura, além de ameaçar boicotar o PlayPlus. Os assinantes da plataforma não puderam acompanhar os peões no quarto, causando revolta no público. Durante a própria festa, a câmera do serviço de pay-per-view do PlayPlus começou a mostrar a porta do banheiro da sede, ao invés de exibir os peões se divertindo. Em determinado momento, a plataforma até cortou os microfones da sala. Os telespectadores do reality começaram a subir a tag "#CancelemoPlayPlus" em forma de protesto contra a emissora e ao diretor da atração, Rodrigo Carelli.